# جام باشگاه‌های آسیا ۹۴–۱۹۹۳
جام باشگاه‌های آسیا ۹۴–۱۹۹۳ سیزدهمین دورهٔ مسابقات باشگاهی قهرمانی آسیا و نهمین دوره تحت عنوان جام باشگاه‌های آسیا که توسط کنفدراسیون فوتبال آسیا برگزار شد.
تیم تای‌فارمرز بانک تایلند با غلبه بر تیم نادی عمان در فینال مسابقات برای اولین بار قهرمان این دوره از رقابت‌ها شد و به مسابقات جام باشگاهی آفریقا–آسیا ۱۹۹۴ راه پیدا کرد.
همچنین تیم تای‌فارمرز بانک تایلند بدون باخت قهرمان این دوره از مسابقات شد.

## تیم های حاضر در مسابقات
| تیم                      | روش حضور                           | حضور (آخرین)             |
| صعودکنندگان به مرحله دوم | صعودکنندگان به مرحله دوم           | صعودکنندگان به مرحله دوم |
| ------------------------ | ---------------------------------- | ------------------------ |
| الشباب                   | قهرمان لیگ برتر عربستان ۹۲–۱۹۹۱    | ۲ (۹۳–۱۹۹۲)              |
| العربی                   | قهرمان لیگ برتر کویت ۹۳–۱۹۹۲       | ۶ (۱۹۹۱)                 |
| الشارجه                  | مقام سوم لیگ فوتبال امارات ۹۳–۱۹۹۲ | ۲ (۸۹–۱۹۸۸)              |
| المحرق                   | قهرمان لیگ برتر بحرین ۹۲–۱۹۹۱      | ۴ (۹۳–۱۹۹۲)              |
| صعودکنندگان به مرحله اول |                                    |                          |
| الاتحاد                  | قهرمان لیگ ستارگان قطر ۹۲–۱۹۹۱     | ۱                        |
| الانصار                  | قهرمان لیگ برتر لبنان ۹۳–۱۹۹۲      | ۵ (۹۳–۱۹۹۲)              |
| پاس                      | قهرمان لیگ آزادگان ۹۳–۱۹۹۲         | ۲ (۹۳–۱۹۹۲)              |
| الاهلی صنعا              | قهرمان لیگ یمن ۱۹۹۲                | ۲ (۹۰–۱۹۸۹)              |

| تیم                      | روش حضور                            | حضور (آخرین)             |
| صعودکنندگان به مرحله دوم | صعودکنندگان به مرحله دوم            | صعودکنندگان به مرحله دوم |
| ------------------------ | ----------------------------------- | ------------------------ |
| لیائونینگ                | قهرمان لیگ جیا-آ چین ۱۹۹۳           | ۷ (۹۳–۱۹۹۲)              |
| وردی کاوازاکی            | قهرمان جی لیگ ۱۹۹۳                  | ۴ (۹۳–۱۹۹۲)              |
| ایسترن                   | قهرمان لیگ دسته اول هنگ کنگ ۹۳–۱۹۹۲ | ۱                        |
| صعودکنندگان به مرحله اول |                                     |                          |
| لنگ نگان                 | قهرمان لیگ دسته اول ماکائو ۱۹۹۳     | ۱                        |
| فیلیپین آرمی             | قهرمان جام حذفی فیلیپین ۱۹۹۲        | ۱                        |

| تیم        | روش حضور                              | حضور (آخرین) |
| ---------- | ------------------------------------- | ------------ |
| عمان کلاب  | مقام سوم لیگ عمان ۹۲–۱۹۹۱             | ۱            |
| دیفنس کلاب | قهرمان لیگ ملی فوتبال پاکستان ۹۳–۱۹۹۲ | ۱            |
| ویکتوری    | قهرمان جام حذفی مالدیو ۱۹۹۳           | ۴ (۹۰–۱۹۸۹)  |
| آباهانی    | قهرمان لیگ داکا ۱۹۹۳                  | –            |

| تیم            | روش حضور                   | حضور (آخرین) |
| -------------- | -------------------------- | ------------ |
| تای‌فارمرز بانک | قهرمان جام سلطنتی کور ۱۹۹۲ | ۲ (۹۳–۱۹۹۲)  |
| آرما مالانگ    | قهرمان گالاتاما ۹۳–۱۹۹۲    | ۱            |
| کوانگ نام      | قهرمان وی لیگ ۱۹۹۲         | ۱            |
| پاهانگ         | قهرمان جام مالزی ۱۹۹۲      | –            |

- تیم های الشباب عربستان و ویکتوری مالدیو اول در مسابقات شرکت کردند ولی بعد انصراف دادند.
- تیم های پاهانگ مالزی و آباهانی بنگلادش از مسابقات انصراف دادند.

## مرحله مقدماتی

### غرب آسیا
| تیم ۱   | نتیجه نهایی | تیم ۲       | بازی رفت | بازی برگشت |
| ------- | ----------- | ----------- | -------- | ---------- |
| پاس     | ۴–۱         | الاهلی صنعا | ۲–۰      | ۲–۱        |
| الانصار | ۳–۱         | الاتحاد     | ۰–۰      | ۳–۱        |

### شرق آسیا
| تیم ۱    | نتیجه نهایی | تیم ۲        | بازی رفت | بازی برگشت |
| -------- | ----------- | ------------ | -------- | ---------- |
| لنگ نگان | ۳–۱         | فیلیپین آرمی | ۳–۰      | ۰–۱        |

### جنوب شرقی آسیا
| تیم ۱          | نتیجه نهایی | تیم ۲             | بازی رفت | بازی برگشت |
| -------------- | ----------- | ----------------- | -------- | ---------- |
| آرما مالانگ    | ۳–۱         | کوانگ نام-دا نانگ | ۱–۰      | ۲–۱        |
| تای‌فارمرز بانک | w/o۱        | پاهانگ            |          |            |

۱ پاهانگ از مسابقات انصراف داد.

## مرحله اول

### غرب آسیا
| تیم ۱  | نتیجه نهایی | تیم ۲   | بازی رفت | بازی برگشت |
| ------ | ----------- | ------- | -------- | ---------- |
| پاس    | ۰–۰ (۴–۵پ)  | الانصار | ۰–۰      | ۰–۰        |
| الشباب | ۱۲–۳        | العربی  | ۵–۲      | ۷–۱        |
| المحرق | ۳–۲         | الشارجه | ۲–۱      | ۱–۱        |

### مرکز آسیا
| تیم ۱     | نتیجه نهایی | تیم ۲      | بازی رفت | بازی برگشت |
| --------- | ----------- | ---------- | -------- | ---------- |
| عمان کلاب | ۵–۰         | دیفنس کلاب | ۵–۰      | n/p۱       |
| ویکتوری   | ۲w/o        | آباهانی    |          |            |

۱ بازی برگشت به علت نا آرامی‌های کشور پاکستان انجام نشد.

۲ آباهانی قهرمان بنگلادش از مسابقات انصراف داد.

### شرق آسیا
| تیم ۱     | نتیجه نهایی | تیم ۲         | بازی رفت | بازی برگشت |
| --------- | ----------- | ------------- | -------- | ---------- |
| لیائونینگ | ۱۵–۳        | لنگ نگان      | ۹–۰      | ۶–۳        |
| ایسترن    | ۲–۳         | وردی کاوازاکی | ۱–۰      | ۱–۳        |

### جنوب شرقی آسیا
| تیم ۱       | نتیجه نهایی | تیم ۲          | بازی رفت | بازی برگشت |
| ----------- | ----------- | -------------- | -------- | ---------- |
| آرما مالانگ | ۳–۶         | تای‌فارمرز بانک | ۲–۲      | ۱–۴        |

## مرحله گروهی
همه بازی‌ها در ورزشگاه ملی تایلند، بانکوک، تایلند برگزار شد.

### گروه A
| تیم           | بازی          | برد           | مساوی         | باخت          | زده           | خورده         | تفاضل         | امتیاز        |               |
| ------------- | ------------- | ------------- | ------------- | ------------- | ------------- | ------------- | ------------- | ------------- | ------------- |
| وردی کاوازاکی | ۲             | ۲             | ۰             | ۰             | ۳             | ۰             | ۳+            | ۴             |               |
| عمان کلاب     | ۲             | ۱             | ۰             | ۱             | ۱             | ۱             | ۰             | ۲             |               |
| الانصار       | ۲             | ۰             | ۰             | ۲             | ۰             | ۳             | ۳-            | ۰             |               |
| ویکتوری       | کناره‌گیری کرد | کناره‌گیری کرد | کناره‌گیری کرد | کناره‌گیری کرد | کناره‌گیری کرد | کناره‌گیری کرد | کناره‌گیری کرد | کناره‌گیری کرد | کناره‌گیری کرد |

| وردی کاوازاکی | ۱–۰ | عمان کلاب |
| ------------- | --- | --------- |
|               |     |           |

| وردی کاوازاکی | ۲–۰ | الانصار |
| ------------- | --- | ------- |
|               |     |         |

| عمان کلاب | ۱–۰ | الانصار |
| --------- | --- | ------- |
|           |     |         |

### گروه B
| تیم            | بازی          | برد           | مساوی         | باخت          | زده           | خورده         | تفاضل         | امتیاز        |               |
| -------------- | ------------- | ------------- | ------------- | ------------- | ------------- | ------------- | ------------- | ------------- | ------------- |
| لیائونینگ      | ۲             | ۱             | ۱             | ۰             | ۲             | ۱             | ۱+            | ۳             |               |
| تای‌فارمرز بانک | ۲             | ۰             | ۲             | ۰             | ۳             | ۳             | ۰             | ۲             |               |
| المحرق         | ۲             | ۰             | ۱             | ۱             | ۲             | ۳             | ۱-            | ۱             |               |
| الشباب         | کناره‌گیری کرد | کناره‌گیری کرد | کناره‌گیری کرد | کناره‌گیری کرد | کناره‌گیری کرد | کناره‌گیری کرد | کناره‌گیری کرد | کناره‌گیری کرد | کناره‌گیری کرد |

| تای‌فارمرز بانک | ۱–۱ | لیائونینگ |
| -------------- | --- | --------- |
|                |     |           |

| لیائونینگ | ۱–۰ | المحرق |
| --------- | --- | ------ |
|           |     |        |

| تای‌فارمرز بانک | ۲–۲ | المحرق |
| -------------- | --- | ------ |
|                |     |        |

## مرحله حذفی

### نمودار
|  | نیمه نهایی         | نیمه نهایی |                  |   | فینال | فینال |
|  |                    |            |                  |   |       |       |
|  | ۵ فوریه – بانکوک   |            |                  |   |       |       |
|  |                    |            |                  |   |       |       |
|  | وردی کاوازاکی      | ۱ (۱)      |                  |   |       |       |
|  | وردی کاوازاکی      | ۱ (۱)      | ۷ فوریه – بانکوک |   |       |       |
|  | تای‌فارمرز بانک (پ) | ۱ (۳)      |                  |   |       |       |
|  | تای‌فارمرز بانک (پ) | ۱ (۳)      | تای‌فارمرز بانک   | ۲ |       |       |
|  | ۵ فوریه – بانکوک   |            | تای‌فارمرز بانک   | ۲ |       |       |
|  |                    | عمان کلاب  | ۱                |   |       |       |
|  | لیائونینگ          | عمان کلاب  | ۱                | ۱ |       |       |
|  | لیائونینگ          |            |                  | ۱ |       |       |
|  | عمان کلاب          | ۴          |                  |   |       |       |
|  | عمان کلاب          | ۴          | رده بندی         |   |       |       |
|  |                    |            |                  |   |       |       |
|  | ۷ فوریه – بانکوک   |            |                  |   |       |       |
|  |                    |            |                  |   |       |       |
|  | وردی کاوازاکی      | ۴          |                  |   |       |       |
|  | وردی کاوازاکی      | ۴          |                  |   |       |       |
|  | لیائونینگ          | ۱          |                  |   |       |       |

### نیمه نهایی
| وردی کاوازاکی | ۱–۱ (و.ا.) | تای‌فارمرز بانک |
| ------------- | ---------- | -------------- |
|               |            |                |
| ضربات پنالتی  |            |                |
|               | ۱–۳        |                |

| لیائونینگ | ۱–۴ | عمان کلاب |
| --------- | --- | --------- |
|           |     |           |

### رده‌بندی
| وردی کاوازاکی | ۴–۱ | لیائونینگ |
| ------------- | --- | --------- |
|               |     |           |

### فینال
| تای‌فارمرز بانک | ۲–۱ | عمان کلاب |
| -------------- | --- | --------- |
|                |     |           |

## قهرمان
| قهرمان جام باشگاه‌های آسیا ۹۴–۱۹۹۳ |
| --------------------------------- |
| تای‌فارمرز بانک                    |
| اولین قهرمانی                     |